# Oncidium geertianum
Oncidium geertianum là một laòi bản địa tại miền trung và tây nam México.